# Liste des cours d'eau du Pernambouc
 (mars 2025).
Liste des principaux cours d'eau de l'État du Pernambouc, au Brésil.

## Rio
- Rio Beberibe
- Rio Camarajibe
- Rio Camevou
- Rio Capibaripe
- Rio Goiana
- Rio Ipanema
- Rio Ipojuca
- Rio Jaboatão
- Rio Moxotó
- Rio do Navio
- Rio Pajeú
- Rio Parnaso
- Rio Piranji
- Rio São Francisco
- Rio Una

## Riacho
- Riacho do Navio